# Sant Vicenç de Navel
Sant Vicenç de Navel és una església que forma part de l'Inventari del Patrimoni Arquitectònic Català del municipi de Viver i Serrateix (Berguedà). L'església però es troba a tocar del terme de la vila de Cardona (Bages).
La trobem al peu de la riera de Navel i del camí ral de Cardona al Monestir de Serrateix i al sector del comtat de Berga proper al Llobregat.
Prop seu hi ha la masia de Navel, un casal gran amb amples galeries, que fou conreria de la comunitat de preveres de Cardona.

## Descripció
Sant Vicenç de Navel és una església romànica d'una sola nau, coberta amb una volta de canó i coronada amb un absis de planta semicircular, cobert amb volta de quart d'esfera.

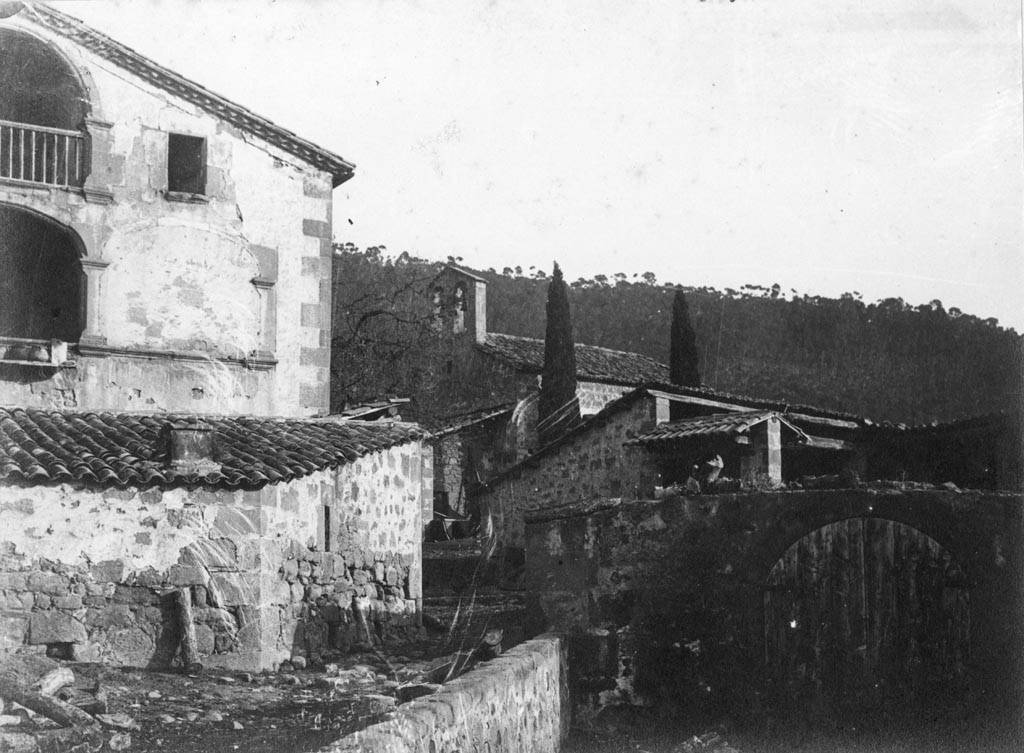
Navel amb l'església al fons en una imatge d'entre 1890 i 1923

L'edifici, de petites dimensions, té els murs completament llisos i sense cap tipus d'ornamentació. Al bell mig de l'absis s'obre una finestra de doble esqueixada amb un arc de mig punt adovellat.
La porta, al mur S, està totalment transformada, malgrat conserva la seva inicial col·locació. Al mur de ponent s'alça el campanar d'espadanya i de dues obertures; en aquest mateix mur s'hi afegí, posteriorment, un porxo. L'aparell de l'edifici ha estat fet a base de carreus de mida mitjana, escantonats i sense polir, disposats a trencajunts en filades uniformes.
Correspon a un exemplar d'església romànica molt usual a la comarca del segle xii.

## Notícies històriques
L'església, que pertanyia a l'antic comtat de Cardona, formava part d'una antiga masia que havia estat conreria de la comunitat de preveres de Cardona. Anteriorment l'edifici pertanyia al monestir de Santa Maria de Serrateix i era situat al peu de l'antiga strata Cardonnensis, lloc de pas necessari per als vianants que es dirigien a la vila comtal.
L'any 956 el vescomte del Berguedà Branduí i la seva muller, la vescomtessa Quíxol, donaven al monestir de Sant Salvador de la Vedella, l'església de Sant Vicenç de Navel amb el seu alou i la seva vil·la, amb tots els delmes i primícies. El monestir de Serrateix tenia el dret de presentació del sacerdot de Navel.
L'any 983 s'esmenta altre cop com límit d'una donació feta pel comte Oliba Cabreta a Santa Maria de Serrateix (Santo Vincentio de Anavel).
Les primeres notícies daten de l'any 1312 segons esmenta una visita pastoral. El terme de Navel és documentat ja al segle x. L'església centra l'interessant conjunt de Navel, sobretot l'antic molí fariner del mateix nom d'origen medieval i que fou ampliat als segles xvii i XVIII.